# Gestión del riesgo financiero
Gestión del riesgo financiero es la práctica de valor económico en una firma mediante el uso de instrumentos financieros para manejar la exposición al riesgo, particularmente el riesgo de crédito y el riesgo de mercado. Otros tipos incluyen los cambios de divisas, volatilidad, sector, liquidez, riesgos de inflación, etc. Al igual que en la gestión de riesgos, la gestión de riesgos financieros requiere identificar sus fuentes, su medición y los planes para abordarlos.
La gestión del riesgo puede ser cualitativa y cuantitativa. Como una especialización de la gestión del riesgo, la gestión del riesgo financiero se enfonca en cuándo y cómo para cubrir el uso de instrumentos financieros para el manejo costoso de riesgos.
En el sector bancario en todo el mundo, los Acuerdos de Basilea son generalmente adoptados por los bancos con actividad internacional para el seguimiento, los reportes y exposición operacional, riesgos de crédito y mercado.

## Cuando utilizar la gestión de riesgo financiero
La teoría financiera (es decir., la economía financiera) prescribe que una empresa debe asumir un proyecto cuando se incrementa el valor del accionista. La teoría financiera también muestra que directivos de las empresas no pueden crear valor para los accionistas, también llamados sus inversores, mediante la adopción de proyectos que los accionistas podrían hacer por sí mismos al mismo costo.
Cuando se aplica la gestión del riesgo financiero, implica que los directivos de las empresas no deben cubrir los riesgos que los inversores pueden cubrir por sí mismos al mismo costo. Esta noción fue capturado por la proposición de irrelevancia de cobertura: En un mercado perfecto, la empresa no puede crear valor mediante la cobertura de un riesgo cuando el precio de soportar ese riesgo dentro de la empresa es el mismo que el precio de llevar fuera de la empresa.
En la práctica, los mercados financieros no son susceptibles de ser mercados perfectos.
Esto sugiere que los directivos de las empresas probablemente tienen muchas oportunidades para crear valor para los accionistas mediante la gestión del riesgo financiero. El truco está en determinar qué riesgos son más baratos para la empresa de manejar que los accionistas. Una regla general, sin embargo, es que los riesgos de mercado dan lugar a únicos riesgos para la empresa son los mejores candidatos para la gestión del riesgo financiero.
Los conceptos de gestión de riesgos financieros cambian dramáticamente en el ámbito internacional. Las Corporaciones Multinacionales se enfrentan con muchos obstáculos diferentes para superar estos desafíos. Ha habido algunas investigaciones sobre los riesgos empresas deben tener en cuenta cuando se opera en muchos países, como en los tres tipos de riesgo cambiario para diversos futuros horizontes temporales: :. Exposición de transacciones, la exposición contable, y la exposición económica. exposure.